# Stadtgliederung Palermos

Die 8 Stadtbezirke Palermos
Die 25 Bezirksteile Palermos
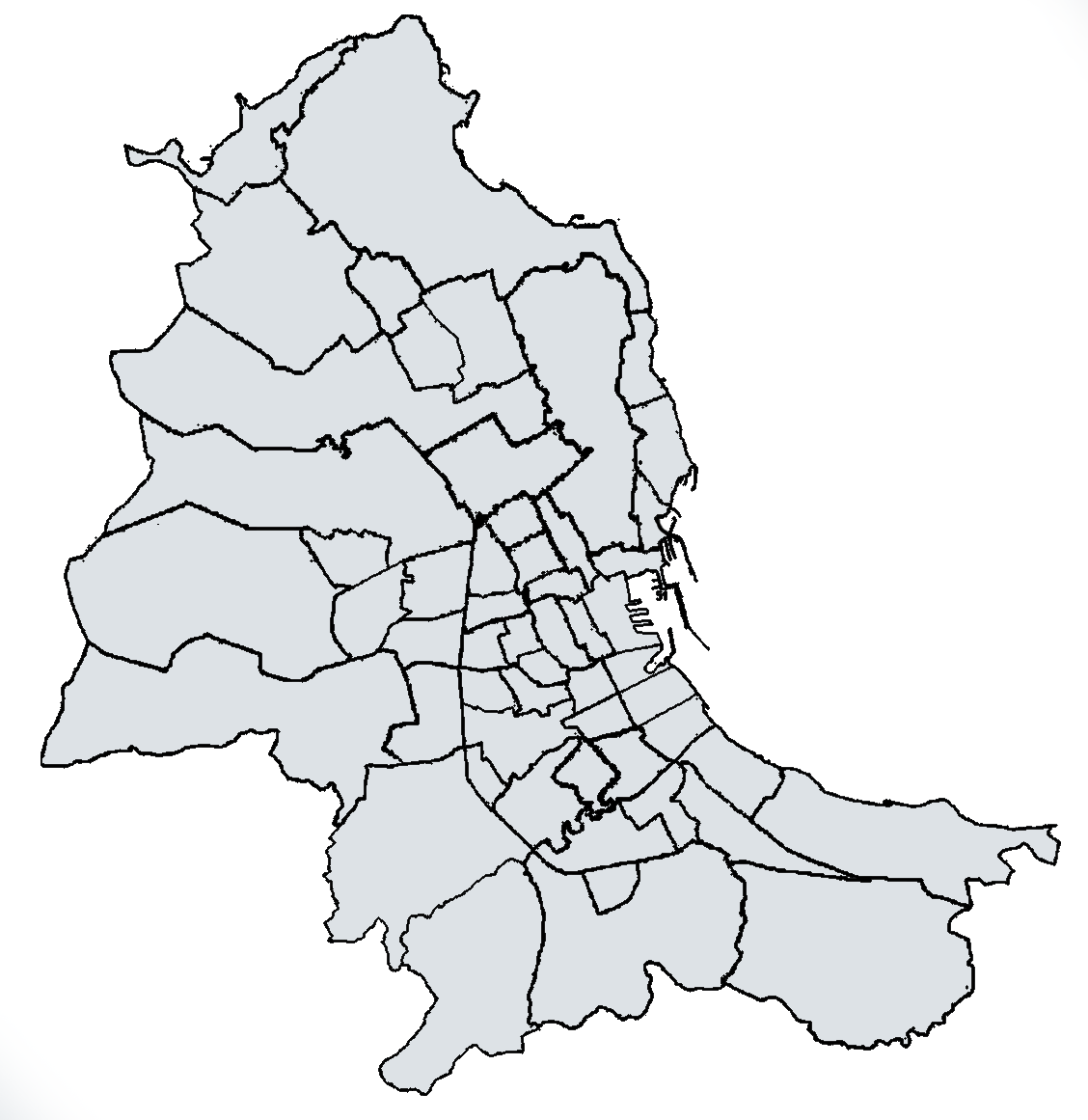
Die 55 Bezirksviertel Palermos

Palermo, die Hauptstadt der autonomen Region Sizilien in Italien ist zur Verwaltungsgliederung in 8 Stadtbezirke (circoscrizione) eingeteilt, die ihrerseits  in insgesamt 25 Bezirksteile (quartiere, Quartier) unterteilt sind, die wiederum in insgesamt 55 Bezirksviertel (UPL = unità di primo livello, Einheit der ersten Ebene) unterteilt sind.

## Geschichte
Mit Beschluss Nr. 420 vom 21. Dezember 1976 teilte der Stadtrat von Palermo das Stadtgebiet in 55 Einheiten der ersten Ebene ein, die den verschiedenen sozio-urbanen Bereichen des Stadtgefüges entsprachen. Die 55 Einheiten der ersten Ebene wurden in 25 Quartieren gruppiert. 
Nachdem in Art. 130 des Gesetzes 140/90 festgelegt wurde, dass alle Städte mit mehr als 100.000 Einwohnern ihr Stadtgebiet in Stadtbezirke einzuteilen haben, hat der Stadtrat von Palermo mit den Beschlüssen Nr. 300 vom 6. Dezember 1995 und Nr. 140 vom 9. Juli 1997 eine neue Einteilung des Stadtgebiets in acht Stadtbezirke beschlossen.
Die neuen Stadtbezirke wurden im Wesentlichen durch Vereinigung von zwei oder mehreren der 25 Quartiere gebildet, die dadurch zu Bezirksteilen wurden. Eine Ausnahme bildete das Quartier Oreto-Stazione, das auf zwei Stadtbezirke aufgeteilt wurde. Die Unterteilung der Quartiere in Einheiten der ersten Ebene wurde beibehalten. Letztere wurden dadurch zu Bezirksvierteln.
Die Stadtbezirke sind durch römische Zahlen oder durch Ordnungszahlen bezeichnet, also z. B. „circoscrizione VIII“ oder "ottava circoscrizione". Der erste Stadtbezirk ist die historische Altstadt, die weiteren Stadtviertel sind beginnend im Süden im Gegenuhrzeigersinn durchnummeriert. Die Bezirksteile und -viertel tragen eigene Namen.

## Organe
Jeder einzelne Stadtbezirk hat als institutionelle Organe den Rat und den Präsidenten.
Die Mitglieder des Rats werden in allgemeinen Wahlen bei den Kommunalwahlen gewählt. Der Rat wählt seinerseits in seiner ersten Sitzung den Präsidenten und einen Vizepräsidenten.

## Stadtbezirke, Bezirksteile und -viertel
Die Einwohnerzahlen sind auf dem Stand von 2010.
Die Flächenzahlen sind auf dem Stand von 2010
| Stadtbezirk | Einwohner | Fläche / km² | Einwohner / km² | Anmerkungen | Bezirksteil (Quartiere)            | Bezirksviertel (UPL)                                                                                          |
| ----------- | --------- | ------------ | --------------- | --- | ---------------------------------- | --- |
| I           | 22.417    | 2,50         | 8998            | entspricht der historische Altstadt Palermos                                                                       | 1. Tribunali-Castellammare         | 1. Kalsa 2. Loggia                                                                                            |
| I           | 22.417    | 2,50         | 8998            | entspricht der historische Altstadt Palermos                                                                       | 2. Palazzo Reale-Monte di Pietà    | 3. Albergheria 4. Seralcadio                                                                                  |
| II          | 71.455    | 21,39        | 3341            | am Meer südlich der Altstadt gelegen, in den 1970er Jahren stark bebaut.                                           | 3. Oreto-Stazione (Teil)           | 5. Corso dei Mille-Sant'Erasmo                                                                                |
| II          | 71.455    | 21,39        | 3341            | am Meer südlich der Altstadt gelegen, in den 1970er Jahren stark bebaut.                                           | 11. Settecannoli                   | 6. Settecannoli 7. Roccella-Acqua dei Corsari                                                                 |
| II          | 71.455    | 21,39        | 3341            | am Meer südlich der Altstadt gelegen, in den 1970er Jahren stark bebaut.                                           | 12. Brancaccio-Ciaculli            | 8. Brancaccio-Conte Federico 9. Ciaculli-Croce Verde                                                          |
| III         | 74.144    | 20,35        | 3644            | an den Hängen des Monte Grifone, zum großen Teil noch landwirtschaftlich genutzt.                                  | 3. Oreto-Stazione (Teil)           | 10. Oreto-Perez 11. Oreto-Guadagna                                                                            |
| III         | 74.144    | 20,35        | 3644            | an den Hängen des Monte Grifone, zum großen Teil noch landwirtschaftlich genutzt.                                  | 13. Villagrazia-Falsomiele         | 12. Falsomiele-Borgo Ulivia 13. Bonagia 14. Chiavelli-Santa Maria di Gesù 15. Villagrazia                     |
| IV          | 105.303   | 26,16        | 4025            | entlang der Straße zwischen Palermo und Monreale, einige bevölkerungsreiche Viertel.                               | 4. Montegrappa-Santa Rosalia       | 16. Montegrappa 17. Santa Rosalia                                                                             |
| IV          | 105.303   | 26,16        | 4025            | entlang der Straße zwischen Palermo und Monreale, einige bevölkerungsreiche Viertel.                               | 5. Cuba-Calatafimi                 | 18. Cuba-Calatafimi                                                                                           |
| IV          | 105.303   | 26,16        | 4025            | entlang der Straße zwischen Palermo und Monreale, einige bevölkerungsreiche Viertel.                               | 14. Mezzomonreale-Villatasca       | 19. Villa Tasca 20. Mezzomonreale                                                                             |
| IV          | 105.303   | 26,16        | 4025            | entlang der Straße zwischen Palermo und Monreale, einige bevölkerungsreiche Viertel.                               | 15. Altarello                      | 23. Altarello-Tasca Lanza                                                                                     |
| IV          | 105.303   | 26,16        | 4025            | entlang der Straße zwischen Palermo und Monreale, einige bevölkerungsreiche Viertel.                               | 16. Boccadifalco                   | 24. Boccadifalco-Baida                                                                                        |
| V           | 115.252   | 17,53        | 6574            | teils auf dem Gebiet des ehemaligen Parco Reale erbaut.                                                            | 6. Zisa                            | 21. Zisa-Ingastone 22. Zisa-Quattrocamere 28. Olivuzza                                                        |
| V           | 115.252   | 17,53        | 6574            | teils auf dem Gebiet des ehemaligen Parco Reale erbaut.                                                            | 7. Noce                            | 29. Parlatore-Serradifalco 30. Noce                                                                           |
| V           | 115.252   | 17,53        | 6574            | teils auf dem Gebiet des ehemaligen Parco Reale erbaut.                                                            | 17. Uditore-Passo di Rigano        | 31. Leonardo da Vinci-Di Blasi 34. Uditore 35. Passo di Rigano                                                |
| V           | 115.252   | 17,53        | 6574            | teils auf dem Gebiet des ehemaligen Parco Reale erbaut.                                                            | 18. Borgo Nuovo                    | 36. Borgo Nuovo                                                                                               |
| VI          | 73.907    | 23,90        | 3092            | im Nordwesten, überwiegend in den 1970er und 1980er Jahren erbaut.                                                 | 19. Cruillas-San Giovanni Apostolo | 37. San Giovanni Apostolo 38. Cruillas                                                                        |
| VI          | 73.907    | 23,90        | 3092            | im Nordwesten, überwiegend in den 1970er und 1980er Jahren erbaut.                                                 | 20. Resuttana-San Lorenzo          | 43. Resuttana 44. San Lorenzo                                                                                 |
| VII         | 72.851    | 32,96        | 2211            | der nördlichste Teil der Stadt mit dem Monte Pellegrino und dem Monte Gallo und den Küstenstreifen zu ihren Füßen. | 21. Tommaso Natale-Sferracavallo   | 48. Tommaso Natale-Cardillo 49. Sferracavallo                                                                 |
| VII         | 72.851    | 32,96        | 2211            | der nördlichste Teil der Stadt mit dem Monte Pellegrino und dem Monte Gallo und den Küstenstreifen zu ihren Füßen. | 22. Partanna-Mondello              | 50. Partanna-Mondello                                                                                         |
| VII         | 72.851    | 32,96        | 2211            | der nördlichste Teil der Stadt mit dem Monte Pellegrino und dem Monte Gallo und den Küstenstreifen zu ihren Füßen. | 23. Pallavicino                    | 45. Patti-Villaggio Ruffini 46. Pallavicino 47. San Filippo Neri                                              |
| VII         | 72.851    | 32,96        | 2211            | der nördlichste Teil der Stadt mit dem Monte Pellegrino und dem Monte Gallo und den Küstenstreifen zu ihren Füßen. | 25. Arenella-Vergine Maria         | 54. Arenella 55. Vergine Maria                                                                                |
| VIII        | 121.037   | 15,33        | 7897            | nördlich an die historische Altstadt anschließend, überwiegend im 18. und 19. Jahrhundert erbaut.                  | 8. Malaspina-Palagonia             | 32. Malaspina-Leonardo da Vinci 33. Principe di Palagonia                                                     |
| VIII        | 121.037   | 15,33        | 7897            | nördlich an die historische Altstadt anschließend, überwiegend im 18. und 19. Jahrhundert erbaut.                  | 9. Libertà                         | 39. Notarbartolo-Giardino Inglese 40. Villa Sperlinga 41. Vittorio Veneto 42. Marchese di Villabianca-Sampolo |
| VIII        | 121.037   | 15,33        | 7897            | nördlich an die historische Altstadt anschließend, überwiegend im 18. und 19. Jahrhundert erbaut.                  | 10. Politeama                      | 25. Borgo Vecchio-Principe di Scordia 26. Croci-Ruggero Settimo 27. San Francesco di Paola-Terrasanta         |
| VIII        | 121.037   | 15,33        | 7897            | nördlich an die historische Altstadt anschließend, überwiegend im 18. und 19. Jahrhundert erbaut.                  | 24. Montepellegrino                | 51. Cantieri 52. Monte Pellegrino 53. Acquasanta                                                              |
| insgesamt   | 656.366   | 160,12       | 4099            | |                                    | |

## Weitere Teilgebiete

### Historische Viertel
Die vier Bezirksviertel des Stadtbezirks 1, dessen Territorium der historischen Altstadt Palermos entspricht, entsprechen den historischen Stadtvierteln Palermos, die als Mandamento bezeichnet werden. Sie sind durch den in Ost-West-Richtung verlaufenden Corso Vittorio Emanuele und die in Nord-Süd-Richtung verlaufende Via Maqueda voneinander getrennt und treffen mit ihren Ecken an den Quattro Canti aufeinander. Die vier Mandamenti sind:
| Mandamento     | Lage     | Bezirksviertel |
| -------------- | -------- | -------------- |
| Tribunali      | Südost   | Kalsa          |
| Castellammare  | Nordost  | Loggia         |
| Palazzo        | Südwest  | Albergheria    |
| Monte di Pietà | Nordwest | Seralcadio     |

### Fraktionen
Eigene Ortschaften, die auf dem Stadtgebiet von Palermo liegen, werden als Fraktion (Frazione) bezeichnet. Das sind meist ehemals selbständige Orte, die nach Palermo eingemeindet wurden. Fraktionen haben keine eigene Rechtspersönlichkeit. Zu den Fraktionen Palermos zählen:
- Acqua dei Corsari
- Addaura
- Altarello
- Arenella
- Baida
- Bandita
- Bellolampo
- Belmonte Chiavelli
- Boccadifalco
- Brancaccio
- Cardillo
- Ciaculli
- Croceverde
- Molara
- Mondello
- Pallavicino
- Partanna
- Resuttana
- Rocella
- San Lorenzo
- Santuario di Santa Rosalia
- Santa Maria di Gesù
- Sferracavallo
- Tommaso Natale
- Vergine Maria
- Villagio Santa Rosalia
- Villagrazia